# Rickenbach, Waldshut
Rickenbach là một xã ở huyện Waldshut trong bang Baden-Württemberg thuộc nước Đức.